# Солнечное (Феодосия)
Со́лнечное (укр. Сонячне, крымскотат. Solneçnoye, Солнечное) — село на юго-востоке Крыма. Входит в городской округ Феодосия Республики Крым (согласно административно-территориальному делению Украины — Феодосийский горсовет Автономной Республики Крым, в составе Насыпновского сельсовета).

## Население
| 2001 | 2014 |
| ---- | ---- |
| 930  | ↘885 |

По данным переписи 1989 года в селе проживало 936 человек.
Всеукраинская перепись 2001 года показала следующее распределение по носителям языка
| Язык             | Процент |
| ---------------- | ------- |
| русский          | 90,32   |
| украинский       | 6,77    |
| крымскотатарский | 1,08    |
| другие           | 0,32    |

## Современное состояние
На 2018 год в Солнечном числится 21 улица и садовое товарищество; на 2009 год, по данным сельсовета, село занимало площадь 81 гектар на которой, в 327 дворах, проживало 925 человек. В селе действует детский сад № 39 «Солнышко», библиотека, фельдшерско-акушерский пункт, Солнечное связано с Феодосией автобусным сообщением.

## География
Солнечное расположено на западной окраине Феодосии, примерно в 4,5 километрах (по шоссе) от центра города, на южной стороне шоссе Симферополь — Феодосия, на склоне невысокой горы Паша-Тепе (она же Лысая), высота центра села над уровнем моря 53 м. Транспортное сообщение осуществляется по региональной автодороге 35К-003 Симферополь — Феодосия (по украинской классификации — P-23).
Образовано село между 1960 годом, когда Солнечного ещё нет в списках и 1968 годом, когда в справочнике «Крымская область. Административно-территориальное деление на 1 января 1968 года» оно уже числилось в составе Насыпновского сельсовета. С 12 февраля 1991 года село в восстановленной Крымской АССР, 26 февраля 1992 года переименованной в Автономную Республику Крым. С 21 марта 2014 года в составе Крыма аннексировано Россией, с 5 июня 2014 года — в Городском округе Феодосия.